# Réka Forika
Dans le nom hongrois Ferencz Réka, le nom de famille précède le prénom, mais cet article utilise l’ordre habituel en français Réka Ferencz, où le prénom précède le nom.
Réka Forika, née Ferencz le 29 mars 1989 à Gheorgheni, est une biathlète roumaine.

## Biographie
Elle fait partie de la minorité ethnique hongroise. En équipe nationale depuis 2006, elle obtient son premier résultat important en carrière en remportant l'individuel des Championnats du monde junior en 2010, lui apportant la qualification pour les Jeux olympiques de Vancouver. Lors des Jeux de Vancouver, elle est 74e de l'individuel et 10e en relais.
Elle prend sa retraite sportive à l'issue de la saison 2015-2016.

## Palmarès

### Jeux olympiques
| Épreuve / Édition              | Individuel | Sprint | Poursuite | Départ en masse | Relais |
| Jeux olympiques 2010 Vancouver | 74e        | —      | —         | —               | 10e    |

- — : épreuve non disputée par la biathlète

### Championnats du monde
| Épreuve / Édition             | Individuel | Sprint | Poursuite | Départ en masse | Relais | Relais mixte |
| Mondiaux 2011 Khanty-Mansiïsk | 72e        | 82e    | -         | -               | -      | 22e          |
| Mondiaux 2012 Ruhpolding      | 31e        | 58e    | 51e       | -               | 20e    | -            |
| Mondiaux 2013 Nové Město      | 59e        | 51e    | 41e       | -               | dsq    | 20e          |
| Mondiaux 2015 Kontiolahti     | 74e        | 89e    | -         | -               | 14e    | -            |
| Mondiaux 2016 Holmenkollen    | 89e        | -      | -         | -               | dsq    | -            |

Légende :

dsq : disqualification

- : n'a pas participé à l'épreuve

### Coupe du monde
- Meilleur classement général : 70e en 2014.
- Meilleur résultat individuel : 18e.

#### Différents classements en Coupe du monde
| Année     | Classement général final | Sprint | Poursuite | Individuel | Mass start |
| 2009-2010 | 99e                      | -      | -         | 74e        | -          |
| 2011-2012 | 82e                      | 85e    | -         | 55e        | -          |
| 2012-2013 | 84e                      | -      | 73e       | 58e        | -          |
| 2013-2014 | 70e                      | 62e    | 70e       | -          | -          |

### Championnats du monde de biathlon d'été
- Médaille de bronze du relais mixte en 2015.

### Championnats d'Europe junior
- Médaille de bronze du relais en 2008 et 2009.